# Ненадовка
Ненадовка (укр. Ненадівка) — село,
Юрьевский сельский совет,
Царичанский район,
Днепропетровская область,
Украина.
Код КОАТУУ — 1225688203. Население по переписи 2001 года составляло 219 человек .

## Географическое положение
Село Ненадовка находится на правом берегу канала Днепр — Донбасс,
в 2-х км от села Семёновка и в 4-х км от села Юрьевка.
Рядом проходит автомобильная дорога Т-0412.